# The Five Faces of Manfred Mann
The Five Faces of Manfred Mann — первый в Великобритании (и второй в США) студийный альбом британской группы Manfred Mann. В Великобритании альбом был выпущен 11 сентября 1964 года лейблом HMV Records.
Альбом был положительно оценен критикой. Брюс Эдер (англ. Bruce Eder) из AllMusic назвал его «одним из лучших блюзовых альбомов британского вторжения». The Five Faces of Manfred Mann достиг #3 в UK Albums Chart. В США альбом попал в Billboard 200, достигнув #141 в марте 1965 года.
В октябре того же года лейбл Capitol Records выпустил канадское издание этого альбома, отличающееся от британского тем, что композиция «I’ve Got My Mojo Working» была заменена синглом-хитом «Do Wah Diddy Diddy». 17 сентября того же года лейбл Ascot Records (подразделение United Artists Records) выпустил диск под названием The Manfred Mann Album, который по существу повторял The Five Faces of Manfred Mann: совпадали (хотя шли в ином порядке) 10 композиций из 12 и были добавлены две новые.
Позже, 8 февраля 1965 года, альбом с названием The Five Faces of Manfred Mann был выпущен лейблом Ascot Records в США. Однако он содержал совершенно другой набор композиций (только две из них совпадали с оригинальным британским изданием).

### Релизы
| Страна         | Дата             | Лейбл           | Формат       | Кат. номер |
| -------------- | ---------------- | --------------- | ------------ | ---------- |
| Великобритания | 11 сентября 1964 | HMV Records     | mono LP      | CLP 1731   |
| Канада         | Октябрь 1964     | Capitol Records | mono LP      | T-6093     |
| США            | Февраль 1965     | Ascot Records   | mono LP      | ALM 13018  |
| США            | Февраль 1965     | Ascot Records   | stereo LP    | ALS 16018  |
| Канада         | circa 1966       | Capitol Records | duophonic LP | DT-6093    |

## Список композиций (UK)

### сторона А
1. «Smokestack Lightning» (Chester Burnett) — 2:30
2. «Don’t Ask Me What I Say» (Paul Jones) — 3:09
3. «Sack O' Woe» (Cannonball Adderley) — 3:31
4. «What You Gonna Do?» (Jones, Manfred Mann) — 3:03
5. «Hoochie Coochie» (Willie Dixon) — 2:10
6. «I’m Your Kingpin» (Mann, Jones) — 2:38
7. «Down the Road Apiece» (Don Raye) — 3:16

### сторона Б
1. «Got My Mojo Working» (Preston Foster; credited to Muddy Waters) — 2:43
2. «It’s Gonna Work Out Fine» (Rose Marie McCoy, Sylvia McKinney; credited to Joe Seneca, J. Lee) — 2:33
3. «Mr. Anello» (Mike Hugg, Jones, Mann, Tom McGuinness, Mike Vickers) — 2:15
4. «Untie Me» (Joe South) — 3:41
5. «Bring It to Jerome» (Jerome Green) — 3:31
6. «Without You» (Jones) — 2:25
7. «You’ve Got to Take It» (Jones) — 2:00

## Список композиций (USA)

### сторона А
1. «Sha-La-La» (Robert Mosely, Robert Napoleon Taylor) — 2:30
2. «Come Tomorrow» (Bob Elgin, Frank Augustus, Dolores Phillips) — 2:13
3. «She» (Jones) — 2:10
4. «Can’t Believe It» (Jones) — 3:19
5. «John Hardy» (народная) — 2:01
6. «Did You Have to Do That» (Jones) — 3:29

### сторона Б
1. «Watermelon Man» (Herbie Hancock) — 2:12
2. «I’m Your Kingpin» (Jones, Mann) — 2:38
3. «Hubble Bubble (Toil and Trouble)» (Mann, Hugg, Vickers, Jones, McGuinness) — 2:25
4. «You’ve Got to Take It» (Jones) — 2:00
5. «Groovin'» (Ben E. King, James Bethea) — 3:40
6. «Dashing Away with the Smoothing Iron» (Mann, Hugg, Vickers, Jones, McGuinness) — 1:59

## Участники записи
- Манфред Манн — клавишные, бэк-вокал
- Пол Джонс — вокал, губная гармоника
- Майк Уикерс — гитара, флейта, саксофон, бэк-вокал
- Том Макгиннесс — бас-гитара, бэк-вокал
- Майкл Хагг — ударные, вибрафон
- Дейв Ричмонд — бас-гитара на "Without You"